# Карсакпайская надпись
Карсакпайская надпись — памятник, написанный в 1391 году во время похода Тамерлана (1336—1405) против хана Золотой Орды Тохтамыша.
Надпись на камне была найдена в 1935 году, казахским ученым-геологом Канышем Сатпаевым, близ рудника Карсакпай на хребте Улытау. Текст написан двумя разными шрифтами (верхняя строка — арабским письмом, нижние восемь строк — уйгурским письмом). Этот памятник также называют «Надписью Золотого Холма». После обнаружения Карсакпайской надписи она была доставлена в Государственный Эрмитаж в Ленинграде, где и хранится до сих пор. Надпись была изучена и опубликована Николасом Поппе в 1940 году, а позднее рассмотрена Напилем Базылханом, Хасаном Эреном, Ольгой Фроловой, А. П. Григорьевым, Н. Н. Телицыным, А. Н. Пономарёвым и Ахмет-Заки Валиди.

## Размеры
Размер надписи 80х40 сантиметров. Глубина гравировки составляет около 1,5-2 миллиметров. Надписи выполнены на арабском и чагатайском языках, межстрочный интервал составляет 18 сантиметров.

## Описание
Надпись описывает поход 1391 года против правителя Золотой Орды Тохтамыша и то, как противостоявший ему тюрко-монгольский завоеватель Тимур выступил с армией в 300 000 человек и прошел через Бетпакдалу. В «Зафарнаме» («Книге победы»), написанной в первой четверти XV века, ее автор Шараф ад-Дин Али Язди приводит исторический случай из того похода: Чтобы обозреть ту степь, Темир поднялся на вершину горы Тахт, и вся равнина была зеленой. В тот день он оставался там, приказал солдатам принести камни, и был воздвигнут высокий знак, подобный маяку. Мастера-каменотесы начертали на нем дату того дня, чтобы оставить напоминание на лике времени.

## Полный текст

### Арабский текст
Арабская транслитерация: (по данным Международной Тюркской академии)
Bismillaahirrahmanirrahim
Malikul mulikl kuddusul hakkul muminul muhayminul zabbarul
kadirul hakimul mumitul hayiu
Перевод:
Во имя Аллаха, милостивого, милосердного
Владыки бытия, святилища истины, бдительного защитника, всемогущего и всесильного
мудрого дарителя жизни и смерти

### Чагатайский текст
Чагатайская транслитерация:
Tariq yettı yuz yıl toqsan üçintä qoy yaznıŋ ara ay
Turannıŋ sultānı Timurbäg üç yuz miŋ çärig bilä
Islām üçün Toqtamışqan bulğar qanıqa yurıdı
Bu yergä yetip bälgü bolzun tep bu obanı qopardı
Täŋri nısbat bergäy inşalla
Täŋri ul kişikä rahmat qılğay bizni duā bıla yād qılğay
Перевод:
Лето семьсот девяносто третье, в средний весенний месяц года овцы
Султан Турана Тимур-бек выступил с тремястами тысячами войск 
За ислам на булгарского хана Токтамыш-хана
Достигнув этой местности, он воздвиг этот курган, чтобы был памятником
Даст Бог, чтобы Господь совершил правосудие!
Господь помилует народ страны! Да помянут они нас молитвой!